# 西河郡 (魏國)
西河郡或河西郡，中國戰國時期魏國所置，後併入秦國之中，大約今陝西渭南一帶。

## 历史
魏國的河西郡，因黃河在今山西、陝西交界處之河段，当时常被稱為西河，得名。西河郡轄域大約在今陝西省華陰以北，延安以南，洛水以東，黃河以西地區。前409年，魏文侯命吳起起兵攻入今陝西關中地區，攻取今洛河以東的關中地區，並在此設西河郡。魏文侯因吴起“善用兵，廉平，尽能得士心”，任命他为西河守，以拒秦国、韩国。之後，魏秦雙方展開長期爭奪河西地區的戰爭。
前332年秦遣公孫衍大舉攻魏，首尾經歷兩年，攻取魏上郡雕陰（今陝西甘泉南），俘魏主將龍賈，斬首八萬。魏國防守上郡、西河郡的主力被秦一舉殲滅，次年魏即以西河郡與秦國，秦國劃歸內史管轄。